# 주제프 마리아 노게스
주제프 마리아 노게스 살바텔랴(스페인어: Josep María Nogués Salvatella, 1959년 4월 29일, 카탈루냐 주 바르셀로나 ~)는 스페인의 전직 축구 선수로, 현역 시절 미드필더였고, 이후 감독을 역임했다.

## 감독 경력
노게스는 카탈루냐 주 바르셀로나 출신으로, 테르세라 디비시온과 세군다 디비시온의 로스피탈레트(1993–1995), 테라사(1995–1996), 짐나스틱(1997–1999), 하엔(2002–2004), 지로나(2005), 에시하(2007–2008), 그리고 베티스의 2군인 베티스 B(2008–2009)의 감독을 역임했다.
2009년 4월 6일, 노게스는 파코 차파로 감독의 해임으로 베티스의 후임 감독이 되었다. 그의 임기 첫 경기는 3-2로 이긴 라싱 산탄데르와의 경기로 이어 발렌시아와 아틀레티코 마드리드와의 2연전에서 1-2, 0-2로 연달아 패했다. 노게스는 스포르팅 히혼전에서 2-0으로 이기며 1승을 추가했다.
그는 알제리에서도 감독일을 했는데, 파라두를 2016년부터 2018년까지 지휘했고, 보르즈 부 아레리지도 2018년에 잠깐 지휘했다.